# Bloomsbury Publishing
Bloomsbury Publishing plc nezavisna je izdavačka kuća sa sjedištem u Londonu poznata po romanima. Rast tvrtke tijekom 2000-ih godina prvenstveno se može pripisati serijalu o Harryju Potteru spisateljice J. K. Rowling. Bloomsbury je 1999. i 2000. godine proglašen izdavačem godine po izboru Britanske književne industrije.
Tvrtku je 1986. godine osnovao Nigel Newton koji je prije toga bio zaposlen u drugim tvrtkama koje se bave izdavaštvom. 1995. godine tvrtka je postala javno registrirana, čime je prikupljeno 5,5 milijuna funti, a taj je iznos uložen u širenje posla na tržište knjiga u mekom uvezu i dječjih knjiga. 1998. godine pravom izdavanja dionica prikupljeno je još 6,1 milijuna funti, koje su uložene u daljnje širenje tvrtke, posebno na američko tržište. Bloomsbury USA osnovan je 1998., Bloomsbury USA Books for Young Readers 2002., a 2005. je godine Bloomsbury kupio Walker & Co, malu tvrtku koja se bavila izdavanjem publicistike. 2000. godine Bloomsbury je kupio A&C Black Plc, a 2002. i Whitaker's Almanack. 

## Vanjske poveznice
- Bloomsbury - službena stranica
- Bloomsbury - online knjižnica  Arhivirana inačica izvorne stranice od 25. listopada 2015. (Wayback Machine)